# Нанді (бик)

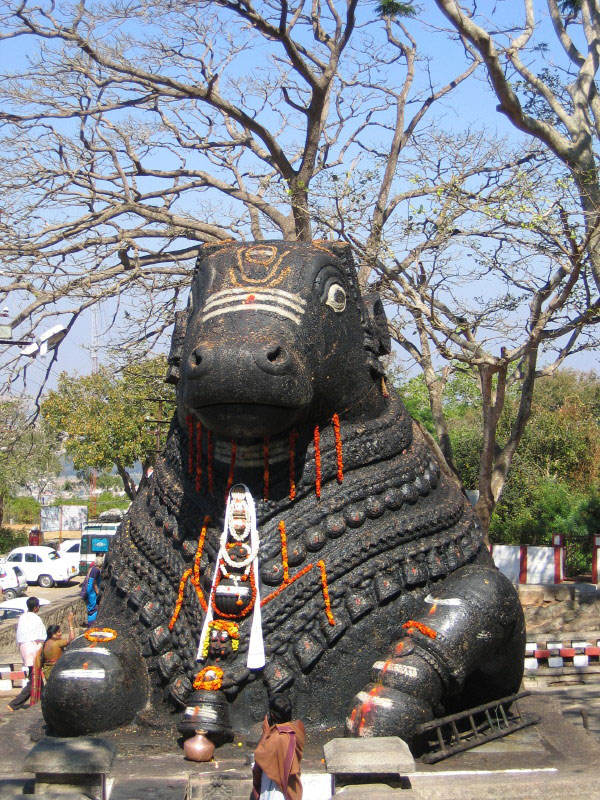
Статуя Нанді в Майсорі, Карнатака.

Нанді (санскр. नंदी, Nandi) — бик, на якому їздить Шива; хранитель брам Шиви і Парваті в індуїстській міфології. Багато храмів, присвячених Шиві і Парваті, також містять кам'яні зображення Нанді, що сидить, зазвичай повернутим до головного храму. Також багато статуй присвячено виключно Нанді.